# Quizako
 (janvier 2024).
Le Quizako était une télécommande utilisée pour interagir lors de programmes télévisés diffusés par Antenne 2 et FR3 entre 1991 et 1992.

## Description
Le système a été commercialisé par la société Info Réalité, basée à Vendenheim.
Il proposait une « interaction homme-machine » pour le téléspectateur lors d'émissions de télévision (Giga, Cékanon, Animalia, etc.), en proposant de répondre à des questions (sous forme de quiz) et de marquer des points si les réponses étaient bonnes. En cumulant des points, le joueur pouvait remporter des cadeaux.
Commercialisé au prix de 99 francs, la société Info Réalité envisageait d'écouler 500 000 boîtiers. La télécommande s'est finalement écoulée à 135 000 exemplaires, pour environ 40 000 joueurs réguliers. 
Le service, prévu pour durer un an, a été arrêté le 31 décembre 1992.